# Зворикін Костянтин Олексійович
Костянтин Олексійович Зворикін (нар. 25 березня (6 квітня) 1861, Муром — 7 липня 1928, Київ) — професор; декан механічного факультету (1898—1904), ректор Київського політехнічного інституту (1904—1905); завідувач науково-дослідної кафедри механічної технології (1922—1927).

## Біографія
Народився 25 березня (6 квітня) 1861 року в Муромі (нині Володимирська область Росії). У 1884 закінчив Петербурзький технологічний інститут. Працював над створенням морських та річкових суден (1884—1887), очолював механіко-бондарний завод у Астрахані (1887—1888), вів наукову роботу. У 1888 році був запрошений до Харківського технологічного інституту, де читав лекції з борошномельного виробництва і технології деревини, керував проектуванням парових котлів на механічному та хімічному відділеннях. З 1898 року викладав у Київському політехнічному інституті, читав курси загальної механічної технології, деталей машин та борошномельного виробництва, керував дипломним проектуванням, не полишаючи інженерної практики. У 1905 році вийшов у відставку та виїхав до Харкова. У 1918 році повернувся до Київського політехнічного інституту, а з 1922 року очолив науково-дослідну кафедру механічної технології.
Ад'юнкт-професор з 1888 року, ординарний професор з 1894 року. Засновник науки про різання металів.

Надгробок К. О. Зворикіна

Помер 7 липня 1928 року. Похований у Києві на Лук'янівському цвинтарі (ділянка № 21).

## Твори
Костянтин Олексійович Зворикін автор численних праць з машинобудування, серед яких:
- «Визначення діаметра й приблизної ваги трубчастого циліндричного котла» (1888);
- «Курс механічної технології деревини» (1893);
- «Курс борошномельного виробництва» (1894);
- «Робота й зусилля, необхідні для зняття металічної стружки» (1898);
- «Курс деталей машин» (1900);
- «Цементація заліза газом» (1911);
- «Сільськогосподарські млини та млинове машинобудування» (1913);
- «Наукова організація праці й виробництва в борошномельній справі» (1924);
- «Нова удосконалена конструкція трієрів» (1925).